# Gabriele Cunningham
Gabriele Cunningham (ur. 22 lutego 1998) – amerykańska lekkoatletka, płotkarka i sprinterka, medalistka halowych mistrzostw świata w 2022.

## Osiągnięcia sportowe
Na mistrzostwach panamerykańskich juniorów w 2017 w Trujillo zdobyła złoty medal w sztafecie 4 × 100 metrów i brązowy medal w biegu na 200 metrów.
Zajęła 4. miejsce w biegu na 100 metrów przez płotki w amerykańskich kwalifikacjach przed igrzyskami olimpijskimi w 2020 w Tokio, ale po dyskwalifikacji Brianny McNeal z powodu unikania kontroli antydopingowej znalazła się w reprezentacji Stanów Zjednoczonych na igrzyska. Na igrzyskach olimpijskich awansowała do finału, w którym zajęła 7. miejsce.
Zdobyła brązowy medal w biegu na 60 metrów przez płotki na halowych mistrzostwach świata w 2022 w Belgradzie, przegrywając jedynie z Cyréną Sambą-Mayelą z Francji i Devynne Charlton z Bahamów.
Zdobyła halowe mistrzostwo Stanów Zjednoczonych w biegu na 60 metrów przez płotki w 2020 i 2022.

## Rekordy życiowe
Rekordy życiowe Cunningham:
- bieg na 100 metrów – 11,21 s (21 czerwca 2018, Des Moines)
- bieg na 200 metrów – 23,04 s (12 maja 2018, Coral Gables)
- bieg na 100 metrów przez płotki – 12,53 s (20 czerwca 2021, Eugene)
- bieg na 60 metrów (hala) – 7,23 s (25 stycznia 2019, Lubbock)
- bieg na 200 metrów (hala) – 23,67 s (23 lutego 2019, Blacksburg)
- bieg na 60 metrów przez płotki (hala) – 7,82 s (27 lutego 2022, Spokane)